# Jim Kerr
Jim Kerr (nacido James Kerr; Glasgow, 9 de julio de 1959) es un cantante británico, conocido por ser el vocalista de la banda de rock escocesa Simple Minds desde sus inicios en 1977. Se ha desarrollado también como solista, editando un disco bajo el nombre de Lostboy! AKA Jim Kerr en 2010.

## Biografía

### Juventud ySimple Minds
Nacido en Toryglen, Escocia, con ascendencia irlandesa, Kerr acudió a la escuela Holyrood. Durante su infancia y parte de la adolescencia padeció de tartamudez.
En 1977, funda con otras seis personas la banda de punk rock Johnny and the Self Abusers. Haciéndose llamar a sí mismo Pripton Weird, Jim toca los teclados y comparte voz principal con John Milarky. El grupo dura 8 meses, durante este tiempo Kerr emerge como uno de los compositores principales. En noviembre de 1977, cambian su nombre a Simple Minds, reduciendo el número de componentes a cinco.
Kerr continúa grabando discos y haciendo giras con Simple Minds, cuyo disco más reciente es Walk Between Worlds, lanzado en primavera de 2018.
Actualmente vive Taormina, Sicilia, donde dirige un hotel, Villa Angela.

## Carrera en solitario

### Lostboy! AKA Jim Kerr(2010–presente)
Jim Kerr lanzó su primer disco en solitario Lostboy! AKA Jim Kerr el 17 de mayo de 2010 bajo el nombre de "Lostboy! AKA". En referente al nombre, Kerr comentó en una entrevista: "No quería empezar un grupo nuevo. Me gusta el que tengo (risas)... y tampoco quería un categórico disco en solitario de Jim Kerr".

## Vida personal
Kerr estuvo casado con Chrissie Hynde, cantante de The Pretenders, en 1984 (divorciándose en 1990). Con ella tuvo una hija llamada Yasmin (1985). También contrajo matrimonio con la actriz Patsy Kensit en 1992 (divorciándose en 1996) con quien tuvo un hijo llamado James (1993).